# 유순 (광양목왕)
광양목왕 유순(廣陽穆王 劉舜, ? ~ 기원전 24년)은 중국 전한의 황족이자 제후왕으로, 광양왕이다. 광양경왕 유건의 아들이다.
아버지가 광양경왕 29년(기원전 45년)에 죽자 광양왕을 계승했다. 광양목왕 21년(기원전 24년)에 죽어 아들 광양사왕 유황이 계승했다.